# Campionati mondiali di sci nordico
I Campionati mondiali di sci nordico sono una competizione sportiva organizzata dalla Federazione internazionale sci e snowboard (FIS) in cui si assegnano i titoli mondiali delle diverse specialità dello sci nordico poste sotto l'egida della FIS: combinata nordica, salto con gli sci e sci di fondo. I primi Mondiali si tennero nel 1924 e fino al 1939 vennero disputati ogni anno; sospesi a causa della Seconda guerra mondiale, vennero ripresi nel 1948 con cadenza biennale.
Fino al 1982 si disputarono negli anni pari; negli anni in cui si svolgevano i Giochi olimpici invernali, le gare olimpiche di salto con gli sci e sci di fondo (ma non di combinata nordica) furono generalmente valide anche come gare iridate; a volte sono state previste singole gare dei Mondiali per le specialità non incluse nel programma olimpico. Da Seefeld 1985 i Mondiali sono stati spostati agli anni dispari per evitare la concomitanza con i Giochi olimpici.
Il numero e il tipo delle gare sono variati da edizione a edizione, con una costante tendenza all'aumento delle medaglie assegnate: dalle tre gare con valenza iridata di Chamonix-Mont-Blanc 1924 si è arrivati alle ventuno di Oslo 2011. Fino a Lake Placid 1950 i Mondiali furono esclusivamente maschili; le gare femminili entrarono nel programma a Oslo 1952, soltanto nello sci di fondo. Il salto con gli sci femminile debuttò a Liberec 2009, mentre la combinata nordica è rimasta esclusivamente maschile.
La sede di gara varia a ogni edizione; la grande maggioranza dei Mondiali si è tenuta in Europa, salvo poche edizioni disputate in Nordamerica e in Asia (Giappone). Vengono premiati i primi tre classificati di ogni singola gara, sia individuale sia a squadre (in tal caso ricevono il premio tutti i membri della squadra), e il trofeo consiste in tre medaglie: d'oro per il primo, d'argento per il secondo e di bronzo per il terzo. Sebbene non siano previsti premi per nazione, i partecipanti gareggiano a titolo di rappresentanti delle federazioni sportive nazionali, che li selezionano, e ne indossano i colori; generalmente a ogni federazione nazionale corrisponde uno Stato sovrano.
Nel contesto delle rassegne iridate di Zakopane 1939 e Cortina d'Ampezzo 1941 (edizione quest'ultima in seguito dichiarata nulla dalla FIS) si sono disputate anche gare di pattuglia militare, considerate però sport dimostrativo, i cui risultati non vengono quindi inclusi nell'albo d'oro della manifestazione. Un'altra specialità dello sci nordico, il biathlon - posto sotto l'egida di una federazione internazionale distinta dalla FIS, l'IBU -, tradizionalmente viene considerata separatamente; conta proprie rassegne iridate dal 1958 e fa parte del programma olimpico da Squaw Valley 1960.

## Edizioni
| Edizione        | Anno | Località                     | Nazione                       | Note |
| --------------- | ---- | ---------------------------- | ----------------------------- | --- |
| I               | 1924 | Chamonix                     | Francia                       | I Giochi olimpici invernali |
| II              | 1925 | Janské Lázně                 | Cecoslovacchia                | Debutto della combinata nordica |
| III             | 1926 | Lahti                        | Finlandia                     | |
| IV              | 1927 | Cortina d'Ampezzo            | Italia                        | |
| V               | 1928 | Sankt Moritz                 | Svizzera                      | II Giochi olimpici invernali |
| VI              | 1929 | Zakopane                     | Polonia                       | |
| VII             | 1930 | Oslo                         | Norvegia                      | |
| VIII            | 1931 | Oberhof                      | Germania                      | |
| IX              | 1932 | Lake Placid                  | Stati Uniti                   | III Giochi olimpici invernali |
| X               | 1933 | Innsbruck                    | Austria                       | |
| XI              | 1934 | Sollefteå                    | Svezia                        | |
| XII             | 1935 | Vysoké Tatry                 | Cecoslovacchia                | |
| XIII            | 1936 | Garmisch-Partenkirchen       | Germania                      | IV Giochi olimpici invernali |
| XIV             | 1937 | Chamonix                     | Francia                       | |
| XV              | 1938 | Lahti                        | Finlandia                     | |
| XVI             | 1939 | Zakopane                     | Polonia                       | |
| -               | 1941 | Cortina d'Ampezzo            | Italia                        | Dichiarati nulli dalla FIS nel 1946 |
| XVII            | 1948 | Sankt Moritz                 | Svizzera                      | V Giochi olimpici invernali |
| XVIII           | 1950 | Lake Placid                  | Stati Uniti                   | |
| XIX             | 1952 | Oslo                         | Norvegia                      | VI Giochi olimpici invernali: debutto delle gare femminili di sci di fondo                                                                            |
| XX              | 1954 | Falun                        | Svezia                        | |
| XXI             | 1956 | Cortina d'Ampezzo            | Italia                        | VII Giochi olimpici invernali |
| XXII            | 1958 | Lahti                        | Finlandia                     | |
| XXIII           | 1960 | Squaw Valley                 | Stati Uniti                   | VIII Giochi olimpici invernali |
| XXIV            | 1962 | Zakopane                     | Polonia                       | |
| XXV             | 1964 | Innsbruck                    | Austria                       | IX Giochi olimpici invernali |
| XXVI            | 1966 | Oslo                         | Norvegia                      | |
| XXVII           | 1968 | Grenoble                     | Francia                       | X Giochi olimpici invernali |
| XXVIII          | 1970 | Vysoké Tatry                 | Cecoslovacchia                | |
| XXIX            | 1972 | Sapporo                      | Giappone                      | XI Giochi olimpici invernali |
| XXX             | 1974 | Falun                        | Svezia                        | |
| XXXI            | 1976 | Innsbruck                    | Austria                       | XII Giochi olimpici invernali |
| XXXII           | 1978 | Lahti                        | Finlandia                     | |
| XXXIII          | 1980 | Lake Placid Falun            | Stati Uniti Svezia            | XIV Giochi olimpici invernali Gare non incluse nel programma olimpico                                                                                 |
| XXXIV           | 1982 | Oslo                         | Norvegia                      | |
| -               | 1984 | Sarajevo Rovaniemi Engelberg | Jugoslavia Finlandia Svizzera | XIV Giochi olimpici invernali Gare non incluse nel programma olimpico (combinata nordica) Gare non incluse nel programma olimpico (salto con gli sci) |
| XXXV            | 1985 | Seefeld in Tirol             | Austria                       | |
| XXXVI           | 1987 | Oberstdorf                   | Germania Ovest                | |
| XXXVII          | 1989 | Lahti                        | Finlandia                     | |
| XXXVIII         | 1991 | Val di Fiemme                | Italia                        | |
| XXXIX           | 1993 | Falun                        | Svezia                        | |
| XL              | 1995 | Thunder Bay                  | Canada                        | |
| XLI             | 1997 | Trondheim                    | Norvegia                      | |
| XLII            | 1999 | Ramsau am Dachstein          | Austria                       | |
| XLIII           | 2001 | Lahti                        | Finlandia                     | |
| XLIV            | 2003 | Val di Fiemme                | Italia                        | |
| XLV             | 2005 | Oberstdorf                   | Germania                      | |
| XLVI            | 2007 | Sapporo                      | Giappone                      | |
| XLVII           | 2009 | Liberec                      | Rep. Ceca                     | Debutto delle gare femminili di salto con gli sci |
| XLVIII          | 2011 | Oslo                         | Norvegia                      | |
| XLIX            | 2013 | Val di Fiemme                | Italia                        | |
| L               | 2015 | Falun                        | Svezia                        | |
| LI              | 2017 | Lahti                        | Finlandia                     | |
| LII             | 2019 | Seefeld in Tirol             | Austria                       | |
| LIII            | 2021 | Oberstdorf                   | Germania                      | Debutto delle gare femminili di combinata nordica |
| LVI             | 2023 | Planica                      | Slovenia                      | Debutto della gara a squadre mista di combinata nordica                                                                                               |
| LVII            | 2025 | Trondheim                    | Norvegia                      | |
| Edizioni future |      |                              |                               | |
| LVIII           | 2027 | Falun                        | Svezia                        | |
| LIX             | 2029 | Lahti                        | Finlandia                     | |

## Formule di gara

### Combinata nordica
Individuale/Trampolino normale
La formula di gara più antica è quella detta "individuale" (o, più recentemente, "trampolino normale" per distinguerla dall'analoga prova dal "trampolino lungo", di più tarda introduzione), che nel corso dei decenni ha subito numerose variazioni:
- fino a Lake Placid 1950 si disputò prima la prova di fondo e poi quella di salto, mentre da Falun 1954 l'ordine fu invertito;
- la distanza della prova di fondo fu di 18 km fino a Falun 1954, per poi essere portata a 15 km da Lahti 1958 e a 10 km da Liberec 2009;
- da Seefeld in Tirol 1985 il punteggio di gara viene calcolato secondo il metodo Gundersen.

Sprint/Partenza in linea
La gara sprint fu introdotta a Ramsau am Dachstein 1999 con salto dal trampolino normale e frazione di fondo di 7,5 km, ma già a Lahti 2001 il salto fu spostato al trampolino lungo. La prova rimase in programma fino a Sapporo 2007 e a Liberec 2009 fu sostituita da una gara a partenza in linea di 10 km con salto dal trampolino normale, che figurò nel calendario iridato in quell'unica occasione.
Trampolino lungo
La gara individuale Gundersen con salto dal trampolino lungo e 10 km di fondo fu introdotta a partire da Liberec 2009.
Gare a squadre dal trampolino normale
La "gara a squadre" (o, più recentemente, "gara a squadre dal trampolino normale" per distinguerla dall'analoga prova "dal trampolino lungo", di più tarda introduzione), fu introdotta a partire da Oslo 1982. Inizialmente nella frazione di fondo veniva disputata una staffetta 3x10 km; a partire da Thunder Bay 1995 la formula divenne 4x5 km.
Gare a squadre dal trampolino lungo
La gara a squadre dal trampolino lungo fu introdotta a partire da Oslo 2011; la frazione di fondo è una staffetta 4x5 km.

### Salto con gli sci
La formula di gara più antica è quella detta "trampolino lungo", anche se formalizzazione della distinzione tra trampolino normale e trampolino lungo avvenne solo negli anni cinquanta. La gara dal "trampolino normale" fu introdotta a Zakopane 1962.
La prima gara a squadre, dal trampolino lungo, fu disputata in via sperimentale a Lahti 1978 e fu inserita nel programma ufficiale a partire da Oslo 1982; da Lahti 2001 si è iniziato a disputare anche una seconda gara a squadre, dal trampolino normale.
A Liberec 2009 debuttò la prima prova femminile, l'individuale dal trampolino normale.

### Sci di fondo

#### Gare individuali maschili
15 km/18 km
Una delle formule di gara più antica, la "corsa di sci" (course de ski in francese, lingua olimpica.) si è disputata sulla distanza di 18 km fino a Oslo 1952, per passare a 15 km da Falun 1954. A partire da Oslo 1982 in alcune edizioni si è corsa a tecnica libera anziché nella tradizionale tecnica classica.
30 km
Dopo una sporadica apparizione a Lahti 1926, la 30 km fu introdotta stabilmente a Falun 1954 e si è disputata fino a Val di Fiemme 2003. A partire da Oslo 1982 in alcune edizioni si è corsa a tecnica libera anziché nella tradizionale tecnica classica.
50 km
L'altra formula di gara più antica, la "gran fondo", si è sempre disputata sulla distanza di 50 km, anch'essa alternando dal 1982 tecnica libera e tecnica classica.
10 km/Sprint
A Val di Fiemme 1991 fu introdotta una nuova gara su una distanza più breve (10 km a tecnica classica), inizialmente in sostituzione della tradizionale 15 km. A Lahti 2001 fu sostituita dalla "sprint" su distanza ancora più breve, compresa tra 1 e 2 km, e con una struttura di gara inedita per il fondo: un torneo a eliminazione diretta.
Inseguimento
La gara a inseguimento debuttò a Falun 1993 e fino a Ramsau 1999 si disputò nella formula 10 km (a tecnica classica) + 15 km (a tecnica libera). Da Lahti 2001 a Val di Fiemme 2003 fu 10 km + 10 km, mentre da Oberstdorf 2005 è 15 km + 15 km. Fino al 2001 la partenza della prima frazione fu scaglionata, mentre dal 2003 è in linea; la seconda frazione è sempre rimasta a inseguimento, con gli atleti che partono nell'ordine di arrivo della prima frazione, scaglionati in base al ritardo accumulato.

#### Gare individuali femminili
10 km
Introdotta a Oslo 1952, a partire da Oslo 1982 in alcune edizioni si è corsa a tecnica libera anziché a tecnica classica.
15 km
La gara sulla distanza di 15 km debuttò a Lahti 1989 e si disputò per l'ultima volta a Val di Fiemme 2003; ha sempre alternato tecnica libera e tecnica classica.
20 km/30 km
La gara sulla distanza di 20 km debuttò a Lahti 1978; a Lahti 1989 la distanza fu portata a 30 km. A partire da Oslo 1982 in alcune edizioni si è corsa a tecnica libera anziché a tecnica classica.
5 km/Sprint
A Zakopane 1962 fu introdotta una nuova gara su una distanza più breve, 5 km, e fu disputata (solo nel 1982 a fu tecnica libera) fino a Ramsau 1999. A Lahti 2001 fu sostituita dalla sprint.
Inseguimento
La gara a inseguimento debuttò a Falun 1993 e fino a Ramsau 1999 si disputò nella formula 5 km (a tecnica classica) + 10 km (a tecnica libera). Da Lahti 2001 a Val di Fiemme 2003 fu 5 km + 5 km, mentre da Oberstdorf 2005 è 7,5 km + 7,5 km. Fino al 2001 la partenza della prima frazione fu scaglionata, mentre dal 2003 è in linea; la seconda frazione è sempre rimasta a inseguimento, con le atlete che partono nell'ordine di arrivo della prima frazione, scaglionate in base al ritardo accumulato.

#### Gare a squadre
Staffetta
Introdotta per gli uomini a Innsbruck 1933, la staffetta ha sempre mantenuto la formula 4x10 km. La staffetta femminile fu 3x5 km da Falun 1954 a Sapporo 1972; da Falun 1974 adottò la formula 4x5 km.
Dall'introduzione della tecnica libera, è previsto che due staffettisti gareggino in classica e due in libera.
Sprint
Introdotta a Oberstdorf 2005, segue lo stesso schema a torneo dell'omologa gara individuale; sono però previste sei frazioni che devono essere ripartite tra i due membri di ogni squadra. A tecnica libera fino a Sapporo 2007, da Liberec 2009 è a tecnica classica.

## Medagliere per nazioni
| Posizione | Nazione          | Oro | Argento | Bronzo | Totale |
| --------- | ---------------- | --- | ------- | ------ | ------ |
| 1         | Norvegia         | 134 | 115     | 111    | 360    |
| 2         | Finlandia        | 77  | 91      | 80     | 248    |
| 3         | Svezia           | 57  | 57      | 53     | 167    |
| 4         | Unione Sovietica | 56  | 45      | 42     | 143    |
| 5         | Russia           | 23  | 22      | 28     | 73     |
| 6         | Austria          | 23  | 22      | 26     | 71     |
| 7         | Germania         | 17  | 33      | 22     | 72     |
| 8         | Germania Est     | 16  | 19      | 14     | 49     |
| 9         | Italia           | 11  | 19      | 22     | 52     |
| 10        | Giappone         | 11  | 11      | 10     | 32     |